# Cissus senegalensis
Cissus senegalensis är en vinväxtart som beskrevs av P. Lavie. Cissus senegalensis ingår i släktet Cissus och familjen vinväxter. Inga underarter finns listade i Catalogue of Life.